# Francis Lodwick
Pour les articles homonymes, voir Lodwick.
Francis Lodwick, né en 1619 et décédé en 1694, est un marchand néerlandais à Londres, pionnier des langues construites.
En 1647 il publie A Common Writing: Whereby two, although not understanding one the others Language, yet by the helpe thereof, may communicate their minds one to another (Une écriture commune : Par laquelle deux personnes, bien que ne comprenant pas la langue de l’autre, peuvent se communiquer leurs pensées). En 1652 il publie son œuvre The Ground-Work, Or Foundation Laid (or so intended) For the Framing of a New Perfect Language.
En 1681 il est admis à la Royal Society. En 1686 il publie An Essay Towards an Universal Alphabet (Un essai vers un alphabet universel).

## Œuvres
- (en) Francis Lodwick, « An Essay Towards an Universal Alphabet », Philosophical Transactions, vol. 16,‎ 1686‒1692, p. 126‒137 (lire en ligne)